# 小托波里夫卡
47°26′4″N 29°55′49″E / 47.43444°N 29.93028°E
小托波里夫卡（烏克蘭語：Мала Топорівка）是位於烏克蘭西南部的村莊，由敖德萨州羅茲季利納區的扎哈里夫卡市鎮負責管轄。該村始建於1893年，面積0.35平方公里，海拔高度121米，2001年人口59，人口密度每平方公里168.57人。